# Уолуэрт, Уильям
Сэр Уильям Уолуэрт (умер в 1385) — дважды лорд-мэр Лондона (1374—1375 и 1380—1381 годах). Наиболее известен как убийца предводителя крестьянского мятежа Уота Тайлера.

## Биография
Семья Уолуэрт происходила из Дарема. Уильям был подмастерьем у Джона Лавкейна, лондонского купца, члена Гильдии рыботорговцев.
В 1368 году Уолуэрт сменил Лавкейна на посту олдермена района Лондонского моста. Впоследствии Уолуэрт стал шерифом (1370) и лордом-мэром (1374) Лондона. Он был членом Парламента в 1371, 1376, 1377 и 1383 годах от Лондонского Сити.
Во время своего пребывания на посту лорда-мэра Уолуэрт уничтожил ростовщичество в Лондоне. Он был одним из кредиторов короны в начале правления Ричарда II. Уильям Уолуэрт был сторонником дяди короля Джона Гонта, герцога Ланкастера, несмотря на то, что в Лондоне его очень не любили.
Некоторое время Уолуэрт служил в Таможенном управлении во главе с Джеффри Чосером. В книге «Жизнь и Времена Чосера» Джон Гарднер называет его одним из богатых купцов, которые благодаря дружбе с королевской фавориткой Элис Перрерс оказывали большое влияние на стареющего Эдуарда III. Уолуэрт и прочие члены этой группы завышали цены на продукты, давали королю деньги в долг под высокие проценты и добивались издания выгодных для себя эдиктов.
Наиболее всего Уолуэрт прославился благодаря своему столкновению с Уотом Тайлером. Во время крестьянского восстания 1381 года Уолуэрт вторично занимал пост лорда-мэра Лондона. В июне, когда повстанцы вошли в город, он оборонял Лондонский мост. Во время встречи короля Ричарда и мятежников в Смитфилде Уолуэрт напал на Тайлера и зарубил его баселардом. Вскоре за этим последовало подавление восстания.
За верную службу короне Уолуэрт был награждён рыцарским титулом и пожизненной пенсией. Он участвовал в восстановлении мира в графстве Кент. Сэр Уильям умер в 1385 году и был похоронен в лондонской церкви Святого Михаила, которой он покровительствовал в период своего пребывания на посту лорда-мэра. Он был самым известным из членов Гильдии рыботорговцев. Уолуэрт стал героем английских сказок и книги Ричарда Джонсона Nine Worthies of London, описывающей достижения девяти наиболее выдающихся горожан Лондона. Скульптура Уильяма Уолуэрта присутствует на Холборнском виадуке в Лондоне.